# Pavier de Californie
Aesculus californica
Espèce
Classification APG III (2009)
Le pavier de Californie, ou marronnier de Californie (Aesculus californica), est une espèce de plantes à fleurs de la famille des Sapindacées. C'est un arbre ou un grand arbuste endémique de la Californie.

## Description
Le pavier de Californie est un petit arbre, ou un grand arbuste, de 4 à 12 mètres de haut, à l'écorce grise souvent recouverte de lichens.
Les feuilles de couleur vert foncé sont composées-palmées et comptent cinq (plus rarement sept) folioles de 10 à 20 cm de long, aux bords finement dentés et aux faces duveteuses (en particulier au printemps).
Les fleurs, blanches à rose pâle, sont regroupées en panicules dressés de 15 à 20 cm de long sur 5 à 8 cm de large. Elles exalent une odeur douceâtre.
Le fruit est une capsule ovoïde de 5 à 8 cm de long, contenant une seule graine grande (2 à 5 cm de diamètre), ronde, orange ; les graines sont toxiques.

## Distribution
Cette espèce est originaire de Californie. On peut la trouver dans la région de la Côte centrale et sur les parties les plus basses de la Sierra Nevada, jusqu'à 1700 mètres d'altitude.
Elle pousse dans les bois de chênes, devenant l'espèce dominante dans certaines formations végétales du type chaparral. Ces arbres font office de stabilisateurs des sols, limitant l'érosion dans les régions accidentées.

## Utilisation et propriétés
Le pavier de Californie est parfois cultivé comme plante ornementale.
Les tribus locales amérindiennes, dont les Pomo, Yokuts et Luiseño, utilisent les graines toxiques de cette plante pour endormir des bancs de poissons dans de petits cours d'eau et faciliter ainsi leur capture.
L'écorce, les feuilles et les fruits contiennent des hétérosides neurotoxiques qui provoquent l'hémolyse des globules rouges. Les groupes amérindiens utilisaient à l'occasion les graines comme source de nourriture, après en avoir fait bouillir la pulpe et en avoir filtré les toxines pendant plusieurs jours. Même le nectar des fleurs est toxique et peut tuer les abeilles et d'autres insectes non adaptés à cette plante. Les jeunes pousses et les feuilles encore nouvelles ont un faible taux de toxines et peuvent être pâturés par le bétail et la faune sauvage.